# Patrick Bergin
| Patrick Bergin                            | Patrick Bergin                                |
| Kattints az alábbi külső linkek egyikére! | Kattints az alábbi külső linkek egyikére!     |
| ----------------------------------------- | --------------------------------------------- |
| Nem található szabad kép.(?)              |                                               |
| külső link · jogvédett                    | képe az Amazon.com oldalán (Photo Posterazzi) |

Patrick Connolly Bergin (Dublin, 1951.  február 4. –) ír színész.

## Életpályája
A színészet előtt matematikát tanított. Első főszerepét 1990-ben kapta Bob Rafelsontól Iain Glen és Fiona Shaw mellett A Hold hegyeiben (Mountains of the Moon). Ezután Julia Roberts brutális férjét alakította az Egy ágyban az ellenséggel című thrillerben. 1992-ben egy IRA terroristát formált meg Sean Bean-nel a Férfias játékokban, a célpontjuk Harrison Ford és családja volt. Ugyanebben az évben Az emberi szív térképe (Map of the Human Heart) című romantikus drámában is szerepelt. 1994-ben a Dupla csavar (Doubles Cross) című filmben bízták rá a főszerepet. 1996-ban a nem túl sikeres A fűnyíró ember 2-ben (Lawnmower Man 2) lehetett látni Bergint. 1998-ban szerepelt az Arthur Conan Doyle művéből készült Az elveszett világ kalandoraiban (The Lost World). 1999-ben A tanú szeme (Eye of the Beholder) című krimiben tűnt fel Ewan McGregor és Ashley Judd társaságában.
2000-ben játszott a Joan Allen főszereplésével, igaz történet alapján készült Leszakad az ég (When the Sky Falls) című filmdrámában, amely az írországi kábítószer-kereskedelem világába vezet be. 2001-ben a Láthatatlan cirkusz stábját erősítette, és egy B-kategóriás akciómozi főszerepét, a Loch Ness mélyén (Beneath Loch Ness), vállalta el Lysette Anthony oldalán. Egy év múlva egy gyenge olasz-német koprodukcióban volt látható, melyben Drakula bőrébe bújt. A Férfias játékok után Bergin 2006-ban ismét egy ír terroristát alakított, ezúttal az egykori focista Vinnie Jones mellett, a  Meghalsz Johnny! (Johnny Was) című akciókrimiben.

## Filmjei
- Piszkos munka (1988)
- Árulás (1988)
- A Hold hegyei (1990)
- Egy ágyban az ellenséggel (1991)
- Robin Hood (1991)
- Út a pokolba (1991)
- Szerelmi bűntények (1992)
- Az emberi szív térképe (1992)
- Férfias játékok (1992)
- Frankeinstein (1992)
- Elveszett lelkek (1993)
- Szürkületi zóna (1994)
- Dupla csavar (1994)
- A fűnyíróember 2: Jobe háborúja (1995)
- Az ajánlat (1996)
- A boszorkány lánya (1996)
- Angela Mooney megint meghal (1996)
- Apokalipszis (1997)
- Sápadt arcok (1997)
- A gyanú (1997)
- A hasfelmetsző (1997)
- Az elveszett világ kalandorai (1998)
- Kincses sziget (1999)
- Egy bátor ember (1999)
- A tanú szeme (1999)
- Africa (1999)
- Szent Patrick legendája (2000)
- Leszakad az ég (2000)
- Merlin visszatér (2000)
- Láthatatlan cirkusz (2001)
- High Explosive (2001)
- Ékszer (2001)
- Az ördög árnyéka (2001)
- Loch Ness mélyén (2001)
- Amazonok és gladiátorok (2001)
- Lear főnök: Texas királya (2002)
- Dracula (2002)
- Megfestett sors (2003)
- Smallville (2003)
- Elátkozott Ella (2004)
- Meghalsz Johnny! (2006)
- A barlang titka (2006)
- Casanova – Az utolsó állomás (2007)
- Vagányok – Öt sikkes sittes (2009)
- Az élet viharában (2010)
- A jég fogságában (2011)
- Eldorado (2012)
- Rémjárók (2012)
- Össztűz (2016)
- Manchester sötét oldalán (2017)
- Az utolsó bűntény (2020)
- Ott rám találsz (2020)
- Amerikai kopó (2023)
- A Continental: John Vick világából (2023)